# Plagiognathus viticola
Plagiognathus viticola är en insektsart som först beskrevs av Johnston 1935.  Plagiognathus viticola ingår i släktet Plagiognathus och familjen ängsskinnbaggar. Inga underarter finns listade i Catalogue of Life.